# アルミニウム合金製の鉄道車両
アルミニウム合金製の鉄道車両（アルミニウムごうきんせいのてつどうしゃりょう）は、車体外板、内部構体をほぼ全てアルミニウム合金で製造した鉄道車両。

## 利点と欠点
アルミニウム合金製の鉄道車両には次のような利点と欠点がある。

### 利点

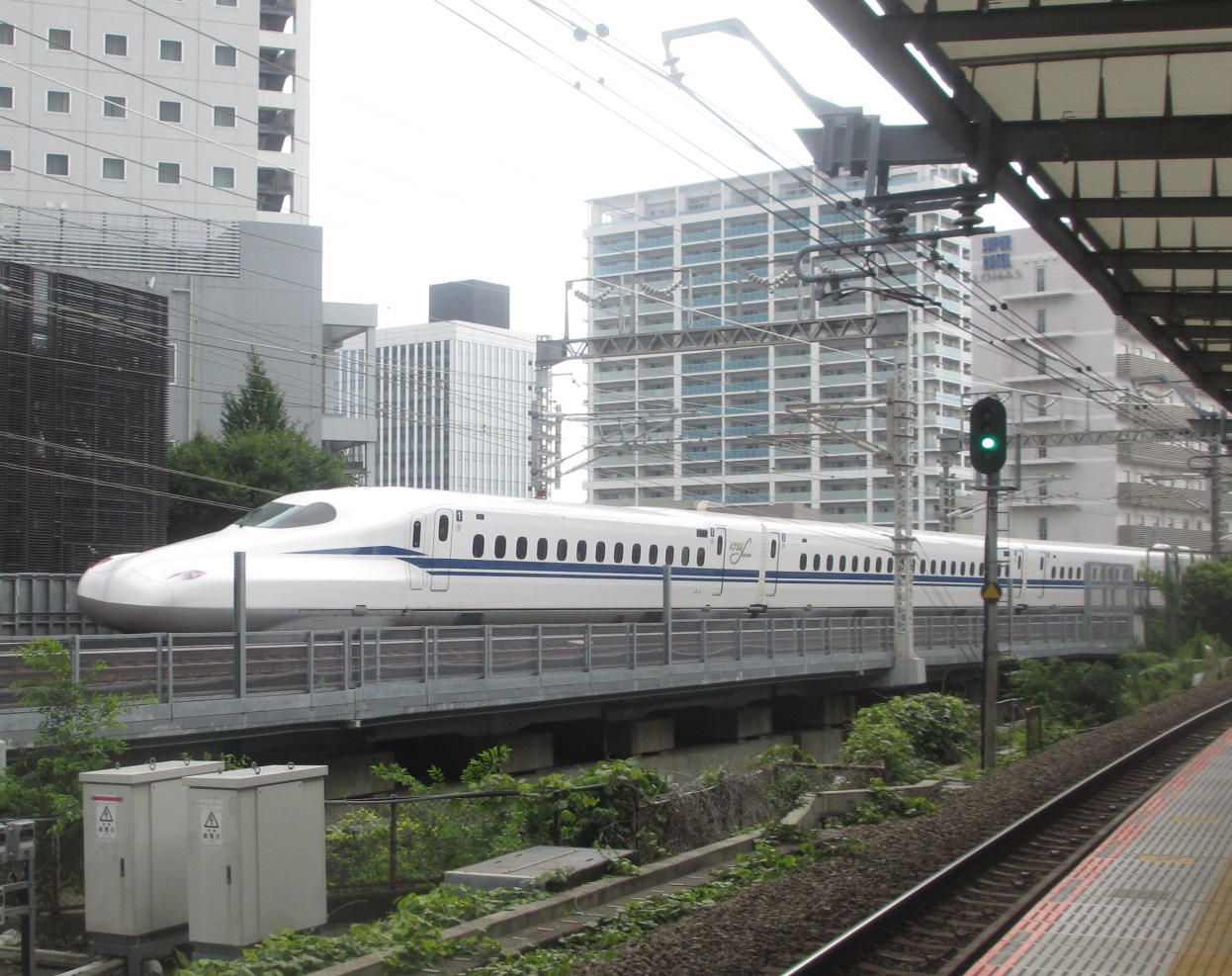
新幹線N700S系電車。廃車となった700系のアルミニウムを再利用している

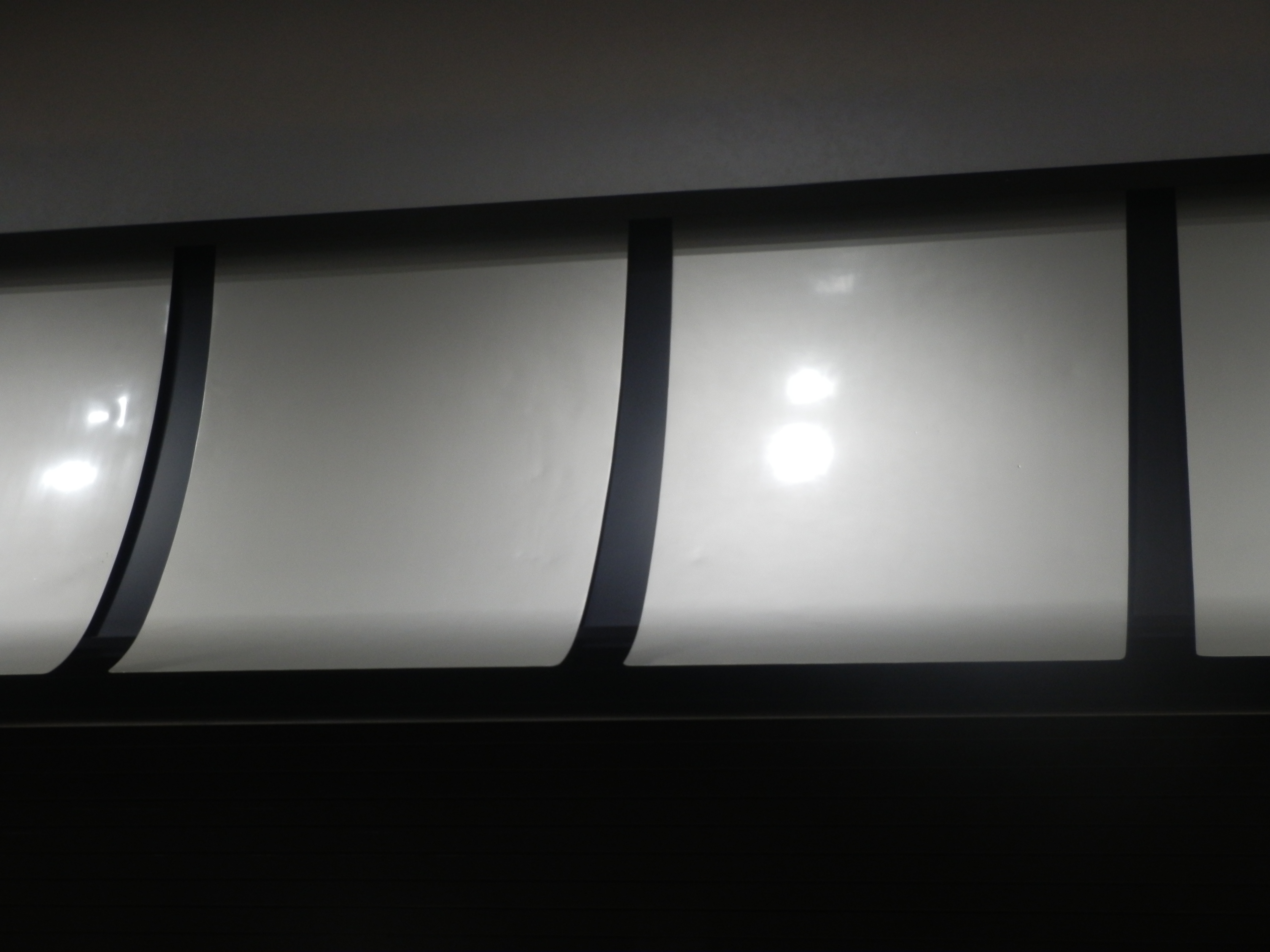
新幹線700系電車のアルミボディを再利用した東京駅のインテリア

- 車体外板・内部構体ともに耐食性アルミ合金を使用するため、オールステンレス車両同様に腐食に強い。
  - 海浜部を走る神戸新交通8000型電車と同時期に登場し、同じく海浜部を走る大阪市交通局100系電車は、普通鋼製車体であった事が災いし、塩害により2001年までに全て廃車となったが、神戸新交通8000型電車は2009年まで運行されており、車体の構造が明暗を分けた格好である。
- 普通鋼製の車体に比べ大幅な軽量化を実現できる。またステンレス鋼製車体と比べても軽量化が可能である。
- 普通鋼と同様に連続溶接ができるため、車体の気密保持が充分に確保できる。特に気密性と軽量化の両方が重視される新幹線電車での採用が多く、2012年に100系が全廃されて以降は営業運転に供される全ての新幹線電車がアルミ合金製となっている。
- 5000系、6000系アルミニウム合金を用いると、耐食性に優れるため、無塗装でも使用できる。さらに大型押出型材とFSWを組み合わせると表面の仕上がり精度が向上するため、塗装前のパテ付けや研磨処理数を抑制しても優れた見栄えを得ることが出来る。
- 押出型材を使用することにより、ステンレス製車体に比べ車体設計と製造の自由度が大きく、複雑な形状を実現出来る。
- 大形の押し出し型材を用いると、部品点数の大幅削減が可能となり、接合線数を抑制できる、それに伴い、製作工数や、溶接歪を削減できる。
- 普通鋼製やステンレス製の車体と比べリサイクルしやすく、営団05系電車（第24編成）や東海道新幹線のN700S系のように廃車車両から回収されたアルミニウムを再生利用して製造された車両もある。
  - 新幹線700系電車の車体の一部は、東京駅一番街のインテリアとしてリサイクルが行われている。

### 欠点
- 普通鋼製やステンレス鋼製の車両に比べて、アルミニウムの単価の関係上、製造費が高額になる。そのため輸送密度の低い路線で使われる新車での採用事例は北陸鉄道6010系電車や九州旅客鉄道（JR九州）の近郊形電車（817系・BEC819系）等、ごく少数に限られる。もっとも将来廃車解体したときに受け取るスクラップ価格も高額になるので、一概に欠点とは云い切れない部分もある。
- アルミ合金のヤング率は炭素鋼やステンレスに比較すると三分の一しかないため、同じ断面で比較すると剛性が低くなり、車体の曲げ振動数が低くなるし、たわみも増加する。この対策として板厚を増やしたり、必要な断面二次モーメントを確保するための設計上の工夫が必要となる。
- アルミ合金は鉄鋼に対し内部減衰が小さいため、固体伝播音が伝わりやすい、その為、台車から車体への振動伝達経路にはゴムブッシュを介在させたり、ガタのない結合としたり、細かな設計上の配慮が必要となる。
- アルミ合金の融点は500～600℃と鉄鋼に比べて低いため、火災に際しては構体が溶融して形が無くなる可能性がある、その対策として床下に火源となる物がある場合、耐火壁を設けるなどの設計上の配慮が必要となる。
- アルミ合金は鉄鋼に比較して耐弾性が低いため、万一の鋼製部品の飛散が想定される場合はステンレス板などの防護板を設ける必要がある。（国鉄301系電車の駆動装置たわみ板飛散事故に際して、破損したたわみ板がシングルスキンであった床板を突き破り車内へ飛び込み乗客が負傷した。この対策としてたわみ板上部床下面に防護板が追設された。）
- ステンレス車ほどではないものの、普通鋼製の車両に比べて加工性が低く、製造後に先頭車化改造などのような車体形状を大きく変える改造が難しく、事故で破損した際の修理にも熟練を要する。このため、道路上を走行し接触事故の機会が多い軌道線（路面電車）における採用事例は、ドイツ・シーメンス製の広島電鉄5000形電車（GREEN MOVER）があるのみである。アルミ車を主流としている京阪電気鉄道が京津線用800系を普通鋼で製造したのは、併用軌道区間で自動車などと接触した際に修復の容易化を図るためでもある。ただし、鉄道線ではあるが特例として併用軌道区間を持つ熊本電気鉄道では、東京地下鉄から譲渡という形で01形、03形を導入している。
  - 鉄道線においても造形の自由度を高めることや、踏切事故対策として新製車ではJR北海道735系電車のように、改造車では東海旅客鉄道（JR東海）クロ381形10番台の改造部分のように前頭部を普通鋼製とした車両もある。
- 塗装を省略する場合、ステンレス鋼製の車両に比べて光沢が低く、汚れが目立ちやすい。無塗装で導入された東急7200系のアルミ試作車デハ7200とクハ7500はこの理由で、後にメタリックグレーの塗装を施した。同様に京都市交通局10系電車は妻面にステンレス板が貼られている。東京メトロでは、帝都高速度交通営団時代から定期的な車両表面の研磨（バフがけ）が行なわれている。
  - 前述の汚れやすさから、排気ガスの影響を受けやすい気動車での採用例は少ない。実際に登場した車両ではガスタービン試作車である国鉄キハ391系気動車[1]、事業用車のJR東日本キヤE193系気動車「East i-D」、営業車両では原動機を搭載しない西日本旅客鉄道（JR西日本）の87系「TWILIGHT EXPRESS 瑞風」の中間車[2]のみとなっている。

## 各国での採用

### イギリス
本格的なアルミ合金製車両は1949年にロンドン地下鉄に世界で初めて登場し、1952年に大量採用されることとなった。
- イギリス鉄道395形電車（日立A-train）
- イギリス鉄道800形（日立A-train。最初の12編成は日立製作所笠戸事業所で、残り110編成は日立製作所ニュートン・エイクリフ（英語版）工場で製造される）
- イギリス鉄道801形電車（日立A-train。日立製作所ニュートン・エイクリフ工場で製造される）

### 日本
日本では、戦後直後の1946年（昭和21年）に、国鉄の63系電車やオロ40形客車の車体材料としてアルミニウム合金の一種であるジュラルミンを使用した例がある。これは第二次世界大戦の終戦後、GHQにより航空機の開発・製造を禁止されたため、余った航空機用のジュラルミンを活用したものであった。しかし、耐食性が低いため車体の腐食が激しく、1953年（昭和28年）から翌年にかけてすべて普通鋼製車体に載せ替えられた。
その後、1953年（昭和28年）に南海電気鉄道鋼索線用のケーブルカー車両コ1形でアルミニウム合金製車体が採用された。軽便鉄道用としては1954年（昭和29年）に栃尾鉄道が自社工場にてモハ210をアルミニウム合金製車体で製造している。一般鉄道用では、1960年（昭和35年）に川崎車輛（当時）と日本軽金属が共同開発したアルミナ専用貨車タキ8400形が最初で、1962年（昭和37年）には同じく川崎車輛が西ドイツのWMD社のライセンスにより山陽電気鉄道2000系電車を製造している。
1963年（昭和38年）には日本車輌製造本店が、押出材を用いる独自設計で北陸鉄道6010系電車を製造、高速電車としては山陽に次ぐ国内2例目となる。
その後日本車輌は1966年（昭和41年）に秩父鉄道300系電車の増備車として中間車であるサハ350形の内の1両をアルミ車体で製造しているが、その構造は前作から変わって同時期に製造された国鉄301系電車（下記）と同様で、その後しばらく日本の鉄道車両におけるアルミ合金製車体の標準となるものであった。
同年、中央緩行線と帝都高速度交通営団（現・東京地下鉄）東西線の相互乗り入れが開始にあわせ、国鉄・営団ともアルミ車体の電車を新製した。国鉄では301系を7連×8編成56両、営団では5000系を7連×3編成21両製造している。営団5000系はスキンステンレス車が主体で、アルミ車の導入は将来を見据えたテストケースであり、営団が本格的にアルミ車両の運用を開始したのは、1971年の6000系である。
1968年（昭和43年）には大阪市交通局（大阪市営地下鉄、現在のOsaka Metro）が御堂筋線用として30系電車を144両製造し、これ以後アルミ車両の導入が拡大していった。また、モノレールや新交通システムでもアルミ車両を採用した例が多い。
特急形車両では振り子式車両の381系電車で本格的に採用されるようになった。新幹線電車は軽量化と同時に車体の気密性が重視されることから開業直後から採用の検討がなされており、200系電車の採用を皮切りに各形式で採用されるようになった。
一方、財政難であった国鉄は、高価なアルミ車両を通勤形車両へ導入することに消極的であった。前述した301系は1969年に製造を終了し、その後は10年以上も鋼鉄車の導入が続き、再びアルミ車が通勤形に採用されたのは1982年の203系であった。
2007年には営団地下鉄の後継である東京地下鉄が、全営業車両の100％アルミ車化を達成している。一方で、四国旅客鉄道（JR四国）、京王電鉄、阪神電気鉄道、南海電気鉄道、西日本鉄道などアルミ車両を全く保有したことのない事業者も存在する。
日立製作所は、標準設計型通勤電車としてA-trainを開発し、日本国内外の各鉄道会社向けに量産している。同社で2004年以降に製造された鉄道車両は全てアルミ製となっている。
川崎重工業でもA-trainに類似したコンセプトを持つefACEを開発している。
構体構造や組立方法で下記のとおり世代区分される。

#### 第1世代

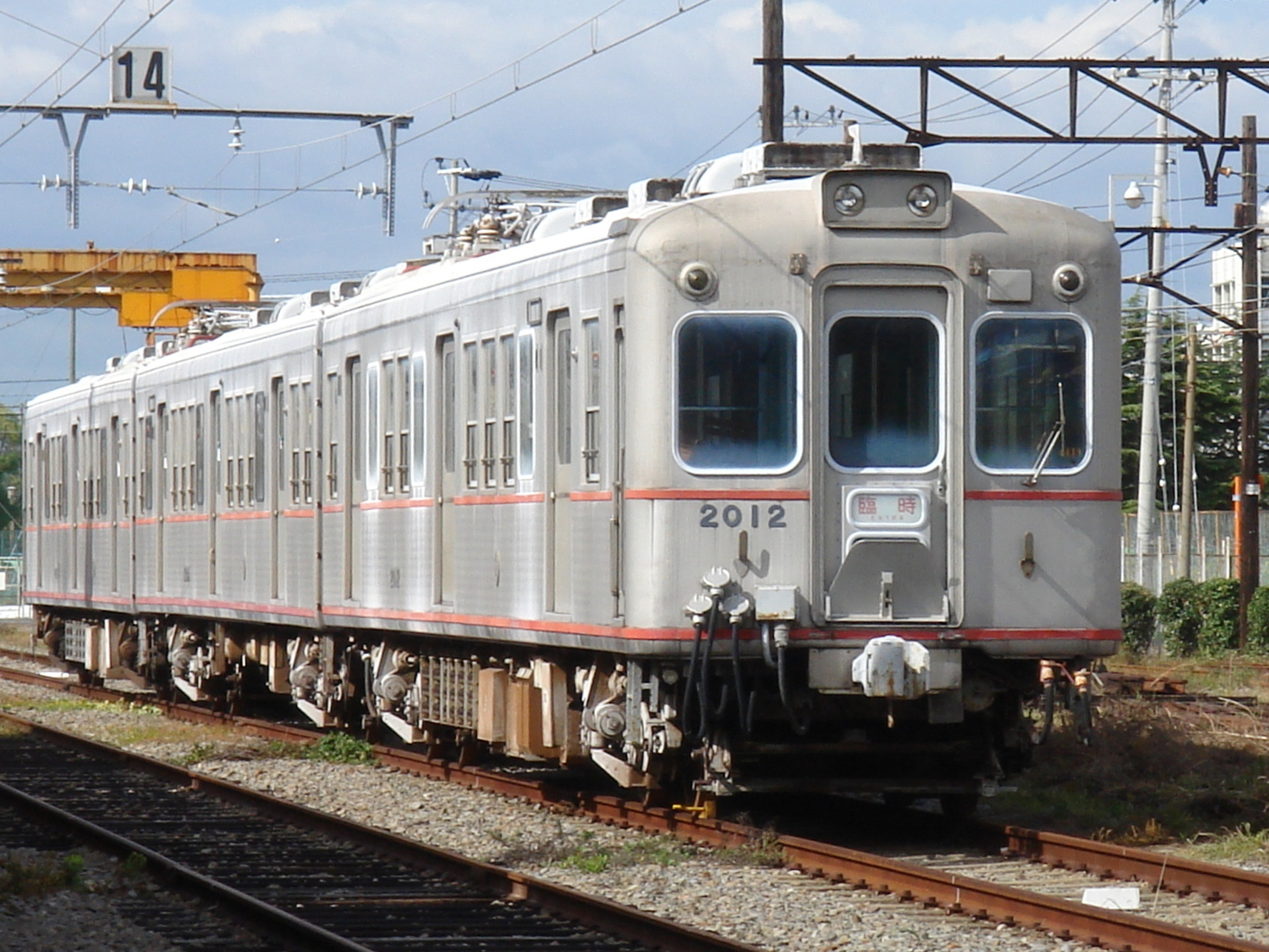
山陽電気鉄道2000系電車アルミ車

まだアルミ合金製車両の構造、溶接方法・品質が確立されておらず、部分的にリベット接合が採用されたり、外板に波板構造（コルゲート）を採用するなど、試行錯誤が見受けられる。
主な採用車種
- 山陽電気鉄道2000系電車（2012・2013・2505の3両のみ）
- 北陸鉄道6010系電車
- 名鉄モンキーパークモノレール線、MRM100形モノレールカー

※いずれも廃系列

#### 第2世代

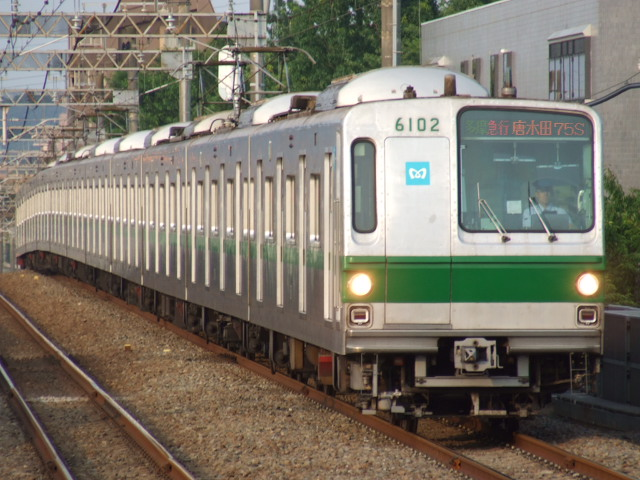
営団6000系電車

アルミ合金板材を切断・プレス曲げした外板と骨格で構成され、MIG溶接およびスポット溶接を全面的に用いており、構造、組立方法は鋼鉄製電車とほぼ同じである。
主な採用車種
- 国鉄301系電車（廃系列）
- 国鉄381系電車
- 営団5000系電車（2次車・3次車の一部・廃系列）
- 営団6000系電車（廃系列）
- 東急7200系電車（デハ7200→デヤ7200・クハ7500→デヤ7290の2両のみ・廃車）
- 京成1600形電車（モハ1602・クハ1601のみ・廃車）
- 新京成電鉄300形電車（307号のみ・廃車）
- 大阪市交通局30系電車（初期車）（廃系列、セミステンレス車両と混在）
- 大阪市交通局60系電車（廃系列）
- 北大阪急行電鉄初代8000形電車（大阪市交通局30系に編入）
- 近鉄8000系電車（元8069F（4両）のみ・廃車）
- 相模鉄道7000系
- 山陽電気鉄道3000系電車（1次車3000F・3002Fの3両編成×2と2次車の3500・3501のみ）
- 秩父鉄道300系電車（サハ352のみ・廃車）

など多数。

#### 第2.5世代

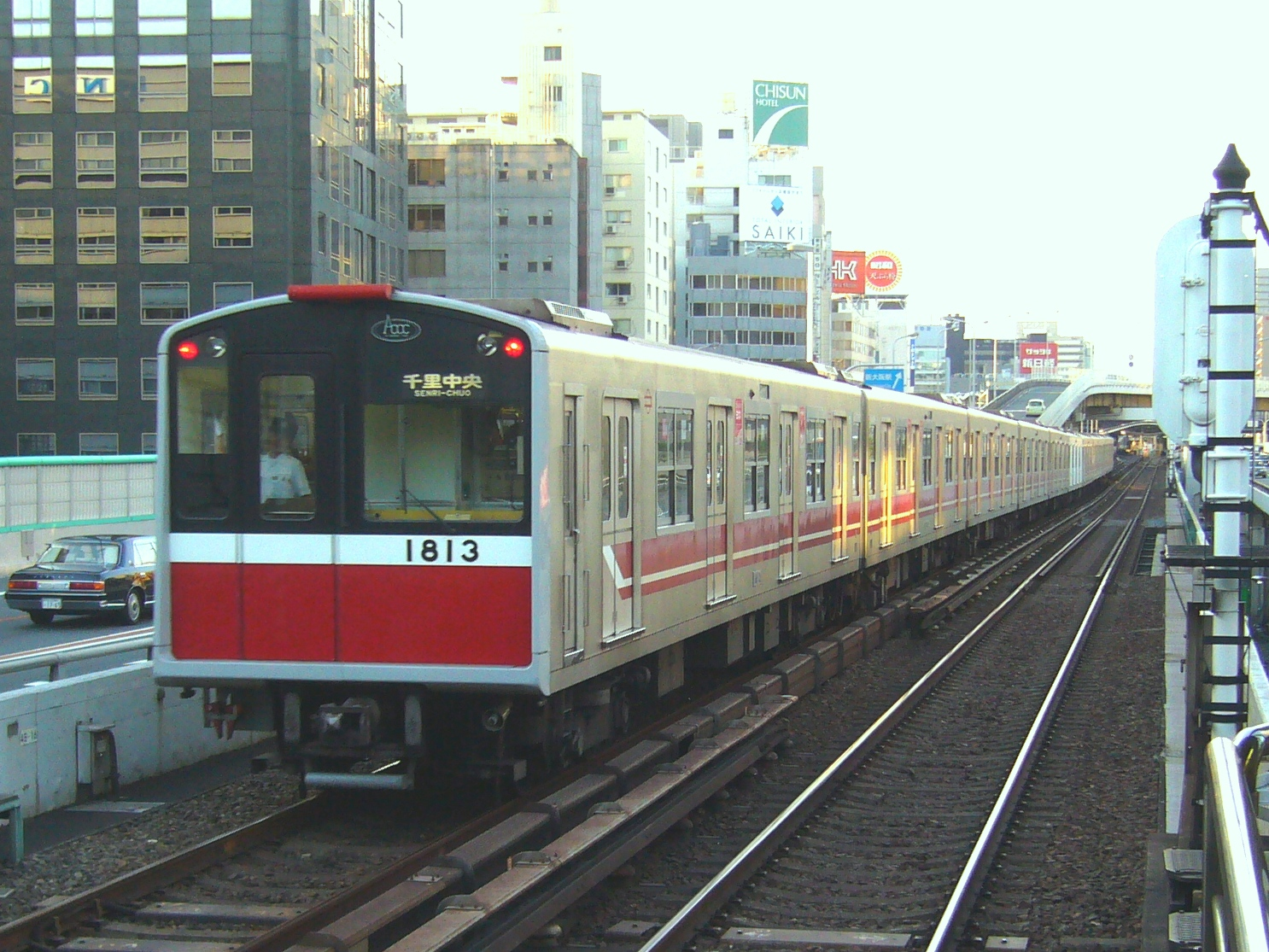
大阪市交通局10系電車

構体の一部分にアルミ押出材（中空材を含む）を採用し、コスト削減と見栄え向上の両立を図っている。
主な採用車種
- 新幹線200系電車（廃系列、2階建車両（248形・249形）は普通鋼製）
- 国鉄203系電車（廃系列）
- 大阪市交通局30系電車（後期車）（廃系列、セミステンレス車両と混在）
- 大阪市交通局10系電車（試作車（20系初代）、第16編成までの初期車・廃系列）
- 阪急6000系電車（6000Fのみ）

など多数。

#### 第3世代

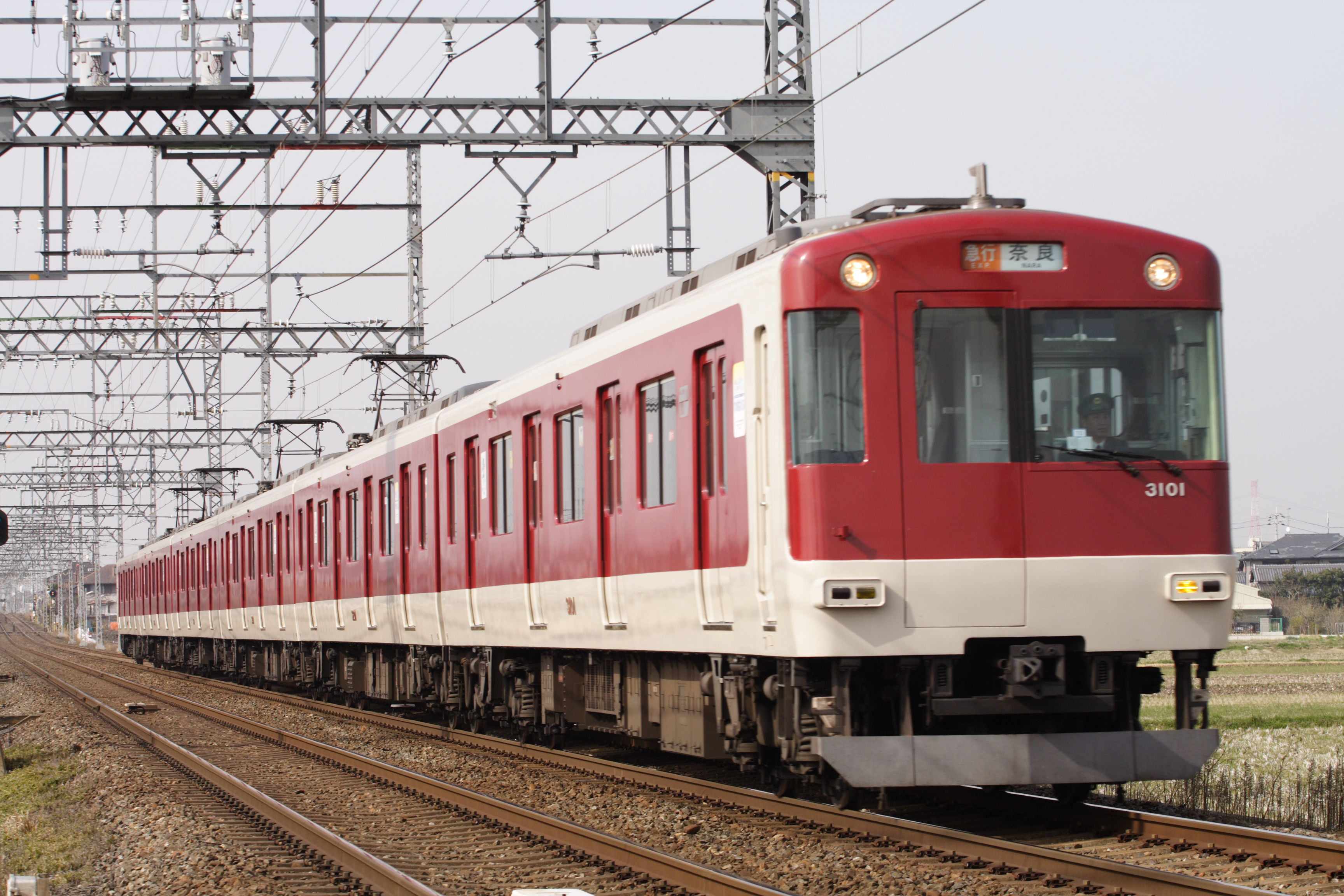
近鉄3200系電車

台枠や側構体軒桁に大形中空押出形材が、他の部位にも大形押出形材が全般的に採用された。大形押出形材を用いて外板と骨格の一部、外板補強を一体化し、スポット溶接適用部位が大幅に削減されている。
主な採用車種
- 新幹線300系電車（廃系列）
- 大阪市交通局10系電車（第17編成以降の後期車・廃系列）
- 大阪市交通局20系電車（2代。1989年までに中央線と谷町線に投入されたグループ）
- 営団03系電車（廃系列）
- 近鉄3200系電車
- 京阪8000系電車（0番台。2階建車両（8800形）は普通鋼製）
- 阪急7000系電車（7011F・7021F以降の後期車）
- 京急600形電車 (3代)
- 山陽電気鉄道3050系電車（7次車（3638は普通鋼製）以降）
- 山陽電気鉄道5000系電車

など多数。

#### 第4世代

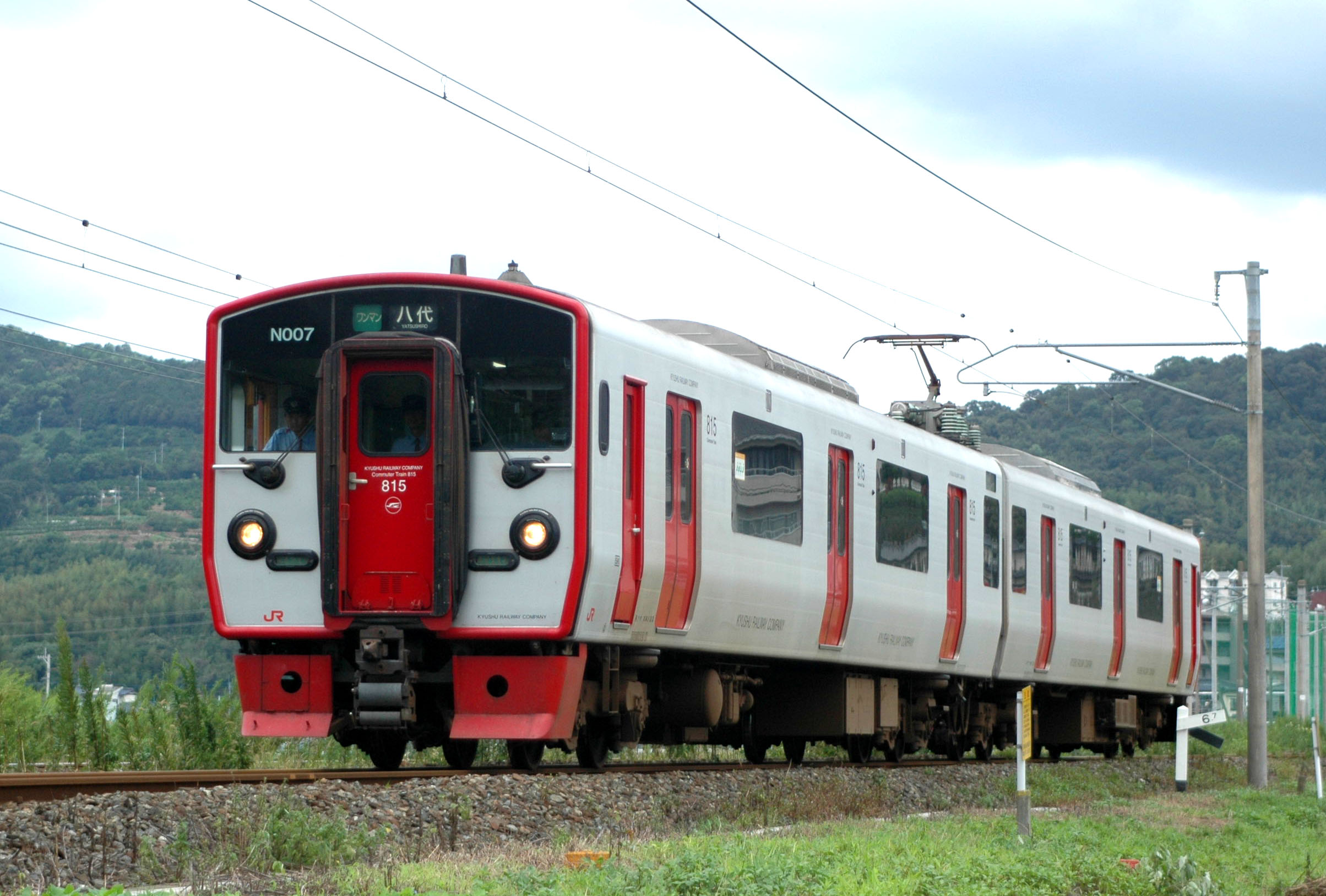
JR九州815系電車

台枠、側構体、屋根構体全般にわたって大形中空押出型材が用いられる（「ダブルスキン構造」と呼ばれる）。精度向上やコストダウンに寄与する反面、重量は増加する傾向にある。車両メーカーによっては形材どうしの溶接に「摩擦攪拌接合」もしくは「レーザー・MIGハイブリッド溶接」を用い、溶接ひずみを減らす努力をしている。日立「A-train」および川崎「efACE」はこの世代にあたる。
主な採用車種
- 新幹線700系電車

パンタグラフ付きの車種については重量増を嫌い、屋根構体がシングルスキン+垂木構造となっている。
- 新幹線N700系電車
- 新幹線800系電車

パンタグラフ付きの車種については重量増を嫌い、屋根構体がシングルスキン+垂木構造となっている。
- JR西日本・北越急行683系電車
- JR九州815系電車
- JR九州883系電車（モハ883形1000番台・サハ883形1000番台）
- JR九州885系電車
- 東京メトロ16000系電車
- 近鉄シリーズ21
- 阪急9000系電車
- 阪急9300系電車
- 京阪3000系電車 (2代)
- 山陽電気鉄道6000系電車
- 相鉄20000系電車

など多数。

#### その他

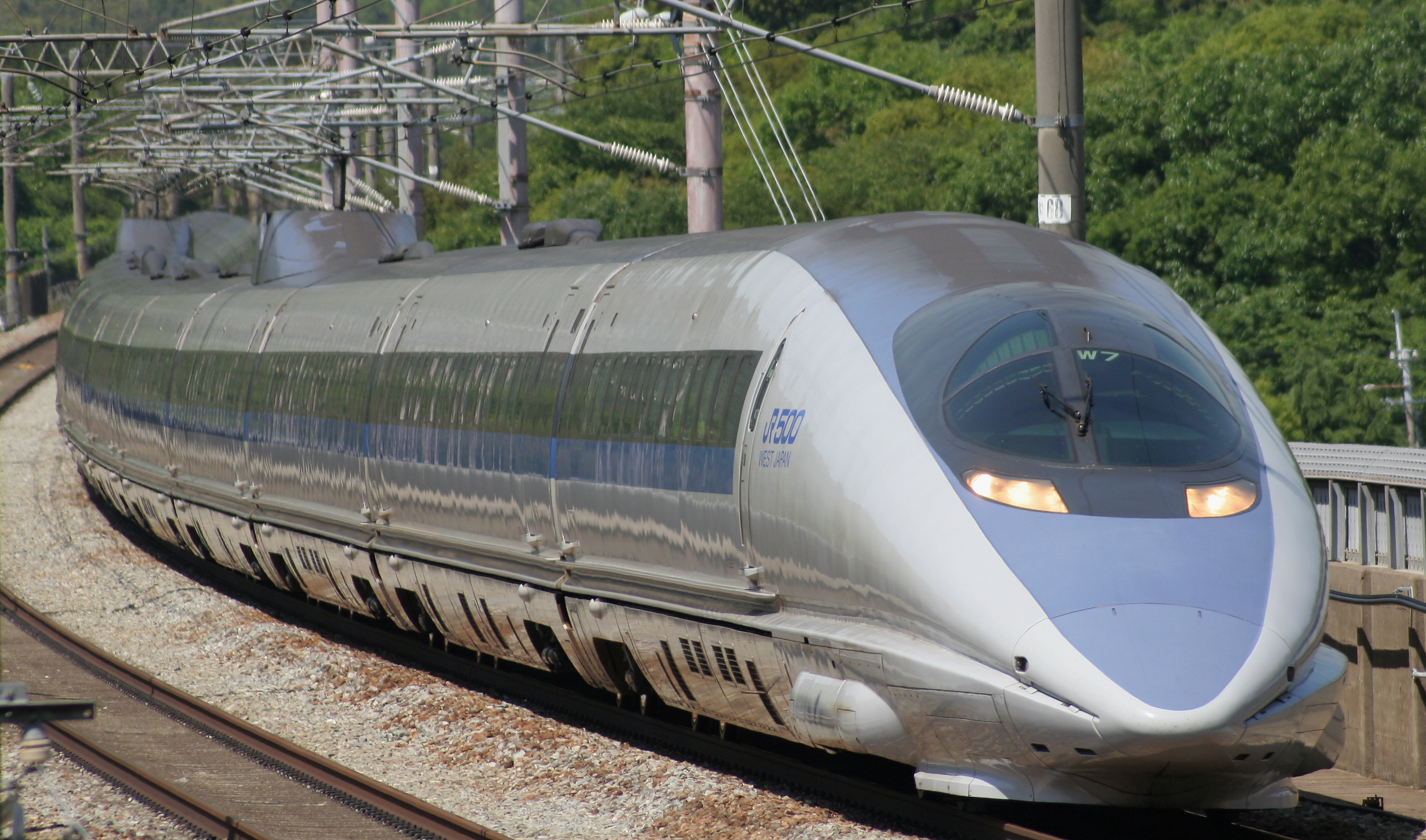
新幹線500系電車

構造が特殊であり、上記のいずれに該当するか不明確なもの。
- 新幹線500系電車

側・屋根外板にアルミハニカム材（アルミハニカムコアを薄いアルミ板でサンドイッチしたもの）が用いられている。全般的には第3世代に近く、日本アルミニウム協会の資料では第3世代とされている。

#### 貨車
アルミ素材メーカーが、材料としての優位性をPRする意図もあり、タンク体だけでなく台枠まで全アルミ製とした40 t積みアルミナ専用貨車が開発された。
タキ8400形・8450形一般鉄道用としては日本初の全アルミ車。日本軽金属の私有貨車で、1960年（昭和35年）から川崎車輌（当時）で15両が製造された。また、タキ8450形は、1962年（昭和37年）から日本車両本店で7両が製造された。
タキ10500形昭和電工の私有貨車で、1968年（昭和43年）に日立製作所で1両のみ製造された。

### 台湾
- 台湾国鉄TEMU1000型電車（JR九州885系電車ベース）
- 台湾国鉄TEMU2000型電車

### 韓国
- 韓国鉄道公社200000系幹線電気動車 (TEC)（日立A-train。ただし、製造はSLS重工業）